# Ferenc József út (Kolozsvár)
A Ferenc József út (románul Str. Horea) Kolozsvár belvárosához közel található, a Hídelve legfontosabb utcája. A Híd utca folytatásaként a Szamos bal partjától északra halad és a vasútállomásnál végződik. Része a DN1F főútnak. A 101-es és a 102-es kolozsvári villamosvonalak ezen az úton haladnak.

## Neve
1565-ben Platea maior, 1573-ban Hydelwe platea Magna, 1694-ben Hidelvi Nagy ucza néven említették. 1899-ben kapta a Ferencz József út nevet. Az első világháborút követően 1923-ban a Híd utcával együtt I. Ferdinánd román királyról Regele Ferdinand-nak nevezték el. A második bécsi döntés után 1941–1945 között Horthy út lett a neve, 1945-től pedig Calea Horea, az 1784-es erdélyi parasztfelkelés egyik vezetője tiszteletére.

## Műemlékek
Az utcából az alábbi épületek szerepelnek a romániai műemlékek jegyzékében:
| Házszám | Kép | Megnevezés                                                     | Építés dátuma   | Műemlék kódja   |
| ------- | --- | -------------------------------------------------------------- | --------------- | --------------- |
| 1       |     | Berde-palota                                                   | 1889–1900       | CJ-II-m-B-07346 |
| 2       |     | Elián-palota                                                   | 1891            | CJ-II-m-B-07347 |
| 3       |     | Kereskedelmi és Iparkamara                                     | 1903            | CJ-II-m-B-07348 |
| 4–6     |     | Uránia-palota                                                  | 1908            | CJ-II-m-B-07349 |
| 5       |     | Blau–Ullmann-palota (Első Magyar Általános Biztosító székháza) | 1910            | CJ-II-m-B-07350 |
| 19      |     | Haraszti-ház                                                   | 19. század vége | CJ-II-m-B-07351 |
| 31      |     | Marianum                                                       | 1905            | CJ-II-m-B-07352 |
| 35      |     | Szántó-ház                                                     | 1900            | CJ-II-m-B-07353 |